# 尼古拉斯·卡岑巴赫
尼古拉斯·德贝尔维尔·卡岑巴赫（Nicholas deBelleville Katzenbach，1922年1月17日—2012年5月8日），美国律师、政治家，美国民主党人，曾任美国司法部长（1965年-1966年）。

## 早期生活
卡岑巴赫出生于宾夕法尼亚州费城，在新泽西州特伦顿长大，父亲爱德华·L·卡岑巴赫是新泽西州司法部长，母亲玛丽·希尔森·卡岑巴赫是新泽西州教育委员会第一位女主席，伯父弗兰克·S·卡岑巴赫曾是特伦顿市长和新泽西州最高法院法官。尼古拉斯的名字来自于其母亲的曾曾祖父尼古拉斯·德贝尔维尔，他是一名法国物理学家，1778年与卡齐米日·普瓦斯基一起来到美国并在特伦顿定居 。
第二次世界大战期间，卡岑巴赫在美国陆军航空兵服役。1943年2月，卡岑巴赫担任领航员的B-25轰炸机在北非被击落，死里逃生的卡岑巴赫作为战俘在意大利和德国的战俘营度过了两年。
战后，卡岑巴赫进入菲利普斯埃克塞特学院，1945年在普林斯顿大学获文学学士，1947年在耶鲁法学院获法学学士，1947年至1949年获有「全球本科生諾貝爾獎」之稱的羅德獎學金资助前往英国牛津大学巴利奥尔学院学习。
1946年6月8日，卡岑巴赫与莉迪娅·金·费尔普斯·斯托克斯成婚，婚礼由莉迪娅的叔叔、华盛顿国家大教堂前教士安森·费尔普斯·斯托克斯主持。莉迪娅的父亲哈罗德·费尔普斯·斯托克斯是报社记者和赫伯特·胡佛的秘书 。

## 政府工作

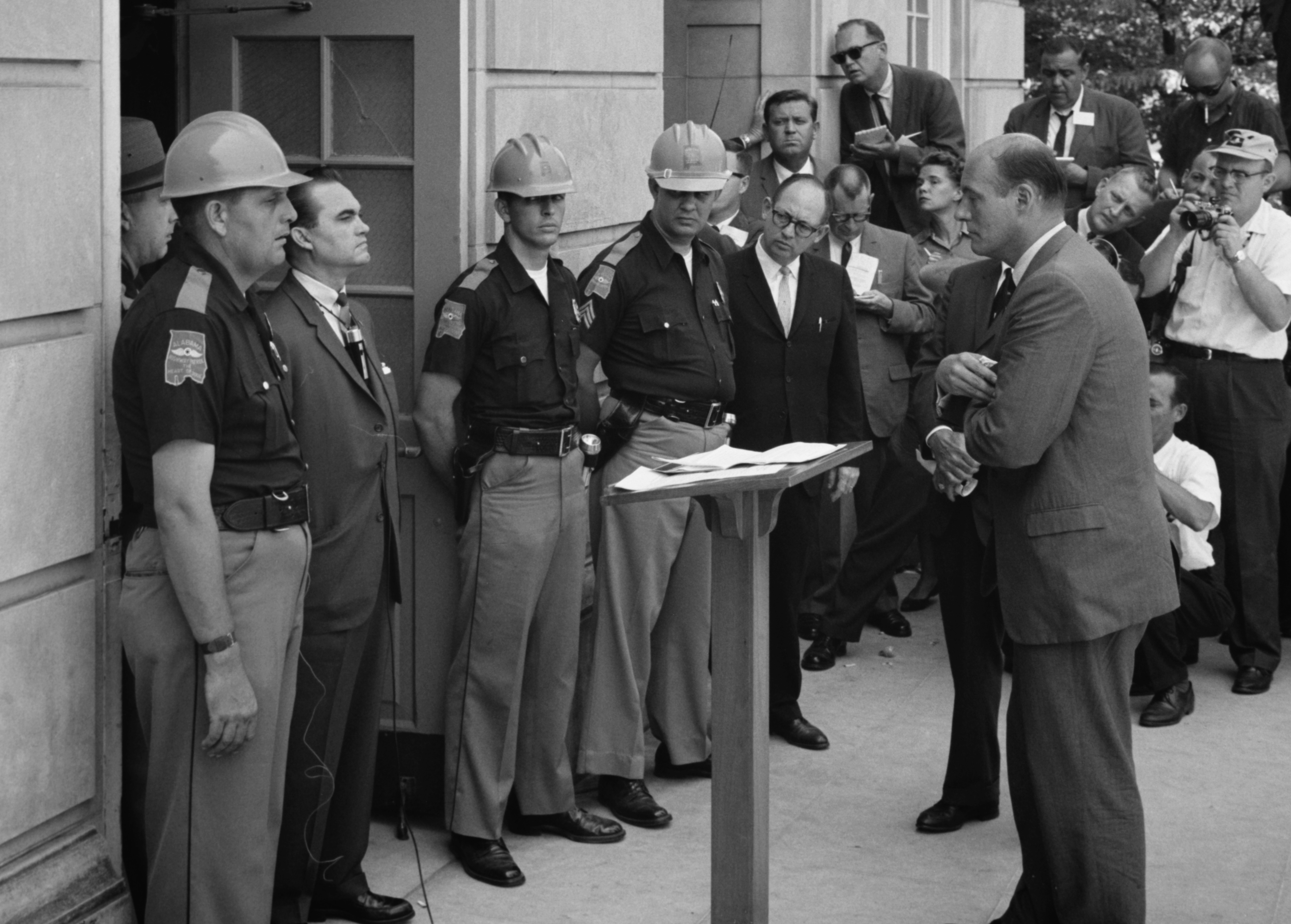
亚拉巴马州州长乔治·华莱士站在亚拉巴马大学福斯特礼堂门口

卡岑巴赫1950年至1952年在美国空军部长法律办公室任法律顾问，1950年至1951年在拉特格斯法学院纽瓦克分校任教，1952年至1956年在耶鲁大学任副教授，1956年至1960年在芝加哥大学任教授。
卡岑巴赫1961年担任美国司法部助理部长，1962年任副部长。1963年6月11日，亚拉巴马州州长乔治·华莱士站在亚拉巴马大学福斯特礼堂门口，试图阻止因学校废除种族歧视而得以入学的两位黑人学生维维安·马隆·琼斯和詹姆斯·胡德入学注册，引发“挡校门事件（Stand in the Schoolhouse Door）”。卡岑巴赫带领联邦军队和亚拉巴马州国民警卫队赶到现场，促使华莱士让出礼堂入口。
1965年2月11日，卡岑巴赫經总统林登·B·约翰逊任命为美国司法部长。1966年至1969年，卡岑巴赫任美国国务次卿。

## 肯尼迪遇刺案调查
1979年，美国众议院遇刺案调查特别委员会的报告显示，肯尼迪遇刺后的三天即1963年11月25日，联邦政府正式的调查尚未开展，时任司法部副部长的卡岑巴赫即在白宫与总统助理比尔·莫耶斯记录了一份备忘录。特别委员会报告还透露出卡岑巴赫与美国联邦调查局局长J·埃德加·胡佛及其他人在沃伦委员会的成立过程中扮演了重要角色。

## 晚年生活
1969年，卡岑巴赫离开政府进入IBM，在司法部针对IBM產業間諜事件调查中担任公司法律总顾问，与律师托马斯·D·巴尔共同领导该案件的诉讼长达13年，直至1982年司法部放弃调查。随后，卡岑巴赫又代表公司领导了欧洲经济共同体对IBM的反垄断调查的诉讼。1986年，卡岑巴赫从IBM退休，成为一家位于新泽西的法律事务所的合伙人。1991年，卡岑巴赫被任命为国际商业信贷银行主席。
1980年，卡岑巴赫在美国哥伦比亚特区联邦地方法院为“水门事件”中被为“深喉”的马克·费尔特出庭作证。
1996年12月，卡岑巴赫成为新泽西州选举人团的成员，为比尔·克林顿和阿尔·戈尔投票。
卡岑巴赫与妻子莉迪娅居住在新泽西州普林斯顿，同时在马萨诸塞州马撒葡萄园岛上还拥有一处避暑居所。